# Robert Joseph Hermann
Robert Joseph Hermann (* 12. August 1934 in Weingarten, Missouri) ist ein römisch-katholischer Geistlicher und emeritierter Weihbischof in Saint Louis. 

## Leben
Der Erzbischof von Saint Louis, Joseph Elmer Kardinal Ritter, weihte ihn am 30. März 1963 zum Priester.
Papst Johannes Paul II. ernannte ihn am 16. Oktober 2002 zum Titularbischof von Zerta und Weihbischof in Saint Louis. Die Bischofsweihe spendete ihm der Erzbischof von Saint Louis, Justin Francis Rigali, am 12. Dezember desselben Jahres; Mitkonsekratoren waren Timothy Michael Dolan, Erzbischof von Milwaukee, und Joseph Fred Naumann, Weihbischof in Saint Louis. 
Am 1. Dezember 2010 nahm Papst Benedikt XVI. seinen altersbedingten Rücktritt an.